# Phạm Thị Bình
Phạm Thị Bình là một trong những nữ vận động viên hàng đầu của điền kinh Việt Nam, cô được mệnh danh là "Nữ hoàng chân đất" vì đã đoạt Huy chương vàng môn marathon tại SEA Games 27 và Huy chương đồng tại giải vô địch điền kinh châu Á năm 2011, khi cô không mang giày.

## Sự nghiệp
Phạm Thị Bình sinh ngày 11 tháng 10 năm 1989, tại Quảng Ngãi. Cô là con thứ năm trong một gia đình thuần nông nghèo, có bảy anh chị em, từ nhỏ cô cùng gia đình vất vả làm nông và bán cháo lòng trên đường để mưu sinh.
Năm 2003 khi 14 tuổi, Phạm Thị Bình được gọi vào đội điền kinh huyện Bình Sơn tham dự Hội khỏe Phù Đổng tỉnh Quảng Ngãi, cô đã giành được Huy chương đồng.
Năm 2004, Bình đạt huy chương vàng ở cự ly 10 km tại Giải điền kinh trẻ toàn quốc. Đây là một tiền lệ chưa từng có với một vận động viên chỉ được tập huấn 6 tháng.
Năm 2009, Phạm Thị Bình được phát hiện bị bệnh về tim (di truyền bệnh từ mẹ cô). Bình đối mặt với nguy cơ phải giải nghệ nghiệp vận động viên và có khả năng tử vong.
Năm 2010, cô được một tổ chức từ thiện của Quảng Ngãi đài thọ toàn bộ chi phí phẫu thuật tim. Ba tuần sau ca mổ hiểm nghèo, Phạm Thị Bình đã gây bất ngờ trong làng thể thao khi giành được 2 huy chương bạc ở Đại hội Thể dục thể thao toàn quốc tại Đà Nẵng.
Năm 2013, Phạm Thị Bình đang là sinh viên năm cuối Trường Đại học Thể dục thể thao Đà Nẵng. Cô là một trong những vận động viên của đội tuyển điền kinh Việt Nam được chọn để đầu tư trọng điểm, dài hạn và đã thành công.

## Thành tích
- Huy chương bạc giải Vô địch quốc gia Việt Nam, 2009[5].
- 2 Huy chương bạc Đại hội TDTT Việt Nam, 2010, Đà Nẵng[2].
- Huy chương đồng giải marathon châu Á, 2011, Thái Lan[9].
- Huy chương bạc và Huy chương đồng ở hai nội dung 10.000m và marathon nữ tại SEA Games 26, Indonesia[4].
- Huy chương vàng môn marathon tại SEA Games 27, 2013, Myanmar[6].
- Huy chương vàng VM 2022

## Nữ hoàng chân đất
Ngày 16 tháng 12 năm 2013, tại sân điền kinh khu liên hợp thể thao Wunna Theikdi, Myanmar, Phạm Thị Bình đã đoạt huy chương vàng đầu tiên cho điền kinh Việt Nam tại SEA Games 2013 ở môn marathon nữ. Điểm đặc biệt là Bình đã hoàn thành chặng đường chạy dài của mình chỉ với đôi chân trần, không hề mang bất cứ dụng cụ bảo hộ nào. Thành tích huy chương vàng đạt được của cô là 2 giờ 45 phút 34 giây. Cô về đích với đôi chân trần bị tụ máu bầm sau khi phải chinh phục 42 km trong điều kiện đường đua xấu. Cô cũng đã phá kỷ lục quốc gia do chính mình đang giữ là 2 giờ 47 phút 24 giây.
Sở Văn hóa thể thao - du lịch Quảng Ngãi và Ủy ban nhân dân tỉnh Quảng Ngãi đã tặng bằng khen và thưởng cho chiếc huy chương vàng SEA Games của Phạm Thị Bình 45 triệu đồng. Trước đó, tại giải vô địch điền kinh châu Á năm 2011, Phạm Thị Bình cũng đã đạt được Huy chương đồng mặc dù cô chỉ chạy thi đấu bằng chân đất.

## Câu nói
- "Em đi chân đất thi đấu là vì gan bàn chân mỏng, nếu đi giày sẽ bị bỏng nước ngay. Ngoài ra, nếu đi giày em sẽ không đi lên được dốc. Vì thế ở các giải đấu, em luôn chọn cách đi chân đất".
- "Đã có lúc tim tôi như ngừng đập khi bác sĩ báo tin mình bị suy tim bẩm sinh nhưng nhờ sự hỗ trợ của các nhà hảo tâm, sự động viên chỉ dạy tận tình của thầy mà tôi phẫu thuật thành công, có được chiến thắng hôm nay".

## Đánh giá
- "Thực sự chúng tôi rất bất ngờ về thành tích của Phạm Thị Bình, vì mục tiêu ban đầu của chúng tôi chỉ là đổi màu huy chương, từ Huy chương đồng sang Huy chương bạc, nhưng Bình đã làm được nhiều hơn thế."_ Dương Đức Thủy, Huấn luyện viên trưởng đội điền kinh Việt Nam.